# سویژو
سویژو (به لاتین: Suizhou) یک شهر مرکزی در جمهوری خلق چین است که در هوبئی واقع شده‌است. سویژو ۹٬۶۳۶ کیلومتر مربع مساحت و ۲٬۵۸۰٬۰۰۰ نفر جمعیت دارد و ۷۱ متر بالاتر از سطح دریا واقع شده‌است.